# Mesochorus chilensis
Mesochorus chilensis là một loài tò vò trong họ Ichneumonidae.